# Nowe Brzesko
Nowe Brzesko – miasto w Polsce położone na lewym brzegu Wisły w województwie małopolskim, w powiecie proszowickim, w gminie Nowe Brzesko, której jest siedzibą. Miasto jest położone przy drodze krajowej nr 79.
Prawa miejskie w latach 1279–1870 i od 2011.
Miasto opactwa norbertanów w Hebdowie w powiecie proszowickim województwa krakowskiego w końcu XVI wieku.
Miasto rządowe Królestwa Kongresowego, położone było w 1827 roku w powiecie krakowskim, obwodzie miechowskim województwa krakowskiego.

## Historia
Pierwsze wzmianki o Nowym Brzesku pochodzą z XIII w. Początkowo wieś była własnością biskupów krakowskich. W 1223 r. opat brzeski Florian nadał ją klasztorowi norbertanów w Hebdowie. W 1279 r. Gotfryd de Glesin uzyskał przywilej założenia miasta na prawie magdeburskim.
Historia Nowego Brzeska ściśle łączy się z historią klasztoru w Hebdowie. Za czasów Jana Długosza Nowe Brzesko miało 40 łanów miejskich, z których opłacało czynsz klasztorowi. Znajdowały się w nim dwa młyny na Wiśle, jeden należący do klasztoru, drugi do wójta miasteczka. W 1449 r. król Kazimierz Jagiellończyk potwierdził przywilej lokacyjny Nowego Brzeska. Przywileje zostały później potwierdzone jeszcze dwa razy: 17 kwietnia 1674 przez króla Jana Sobieskiego oraz 4 października 1767 przez Stanisława Augusta Poniatowskiego.
Po III rozbiorze Polski w 1795 roku Nowe Brzesko znalazło się w Nowej Galicji (zabór austriacki), w 1809 r. w granicach Księstwa Warszawskiego, a od roku 1815 w Królestwie Kongresowym (zabór rosyjski). Gdy zgromadzenie zakonne norbertanów w Hebdowie zostało rozwiązane w 1818 r., miasto przeszło na własność rządu. W 1827 r. w Nowym Brzesku było 151 domów i 904 mieszkańców. 1 stycznia 1870 Nowe Brzesko utraciło prawa miejskie.
Przed I wojną światową Aniela Zdanowska założyła we wsi koło gospodyń wiejskich.
Do 1954 roku Nowe Brzesko było siedzibą gminy Gruszów. W latach 1954–1972 wieś należała i była siedzibą władz gromady Brzesko Nowe. W latach 1975–1998 miejscowość administracyjnie należała do województwa krakowskiego.
W dniu 27 lipca 2010 Rada Ministrów nadała miejscowości Nowe Brzesko status miasta od dnia 1 stycznia 2011.

## Demografia
- Piramida wieku mieszkańców Nowego Brzeska w 2014 roku[7].

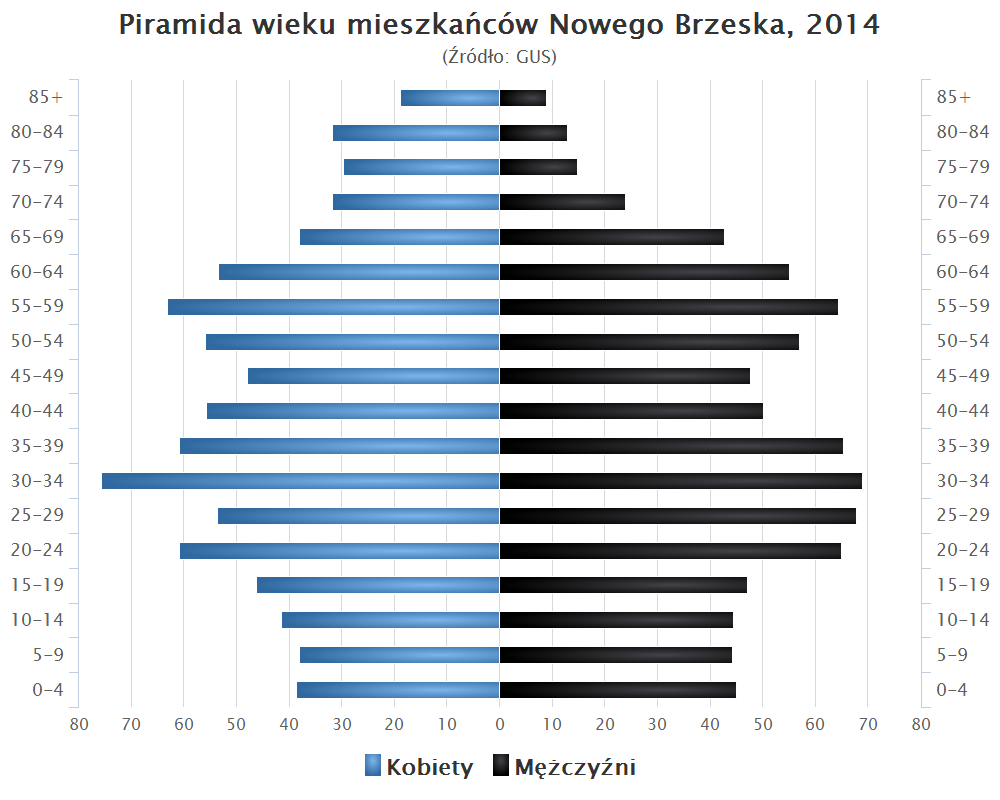

## Zabytki
Obiekt wpisany do rejestru zabytków nieruchomych województwa małopolskiego.

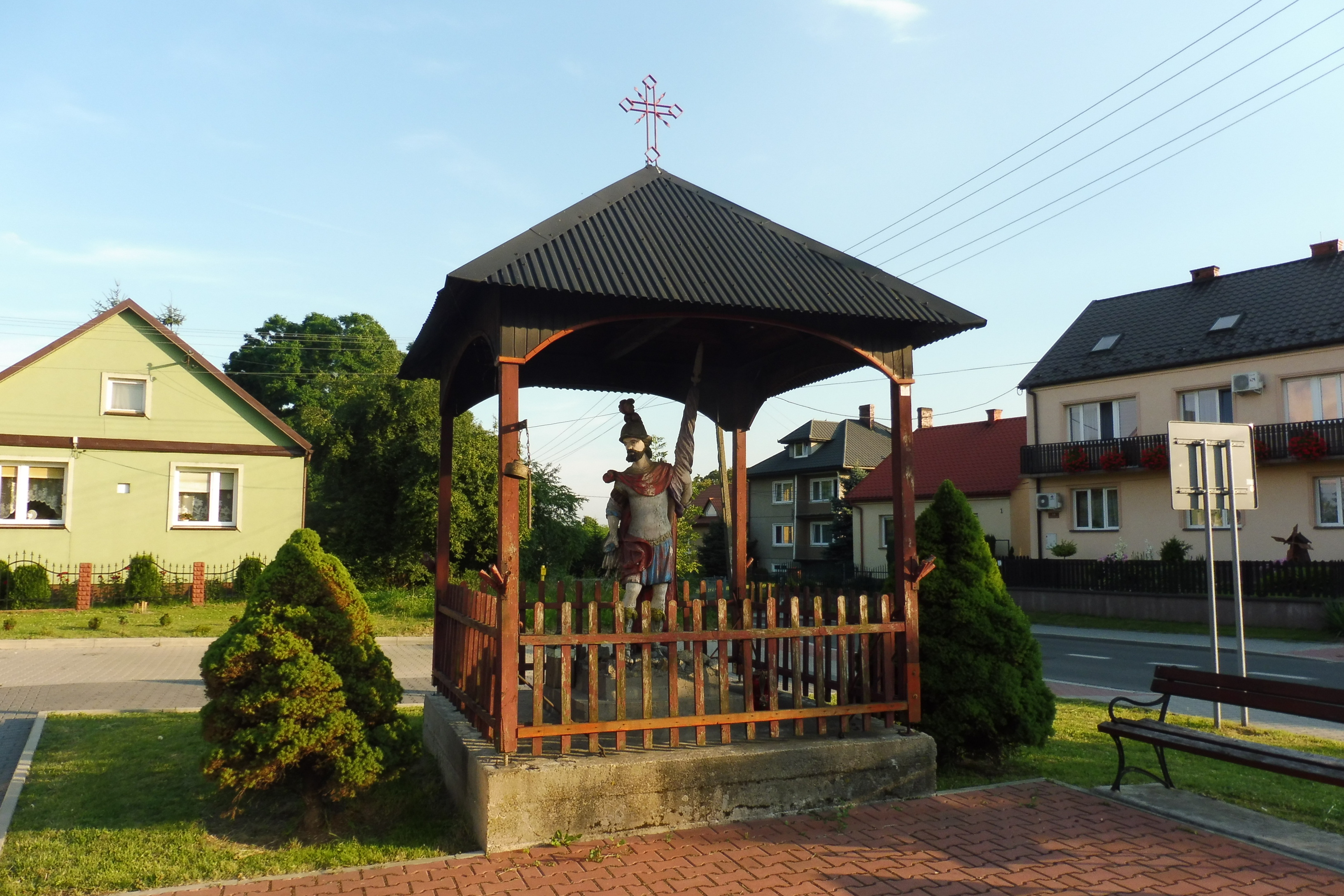
Kapliczka św. Floriana

- Kościół parafialny pw. Wszystkich Świętych, dzwonnica, otoczenie w obrębie ogrodzenia, drzewostan.
Kościół z 1670 r., rozbudowany w połowie XIX i na początku XX wieku. Świątynia trójnawowa z jednoprzęsłowym prezbiterium zamkniętym wielobocznie. Ołtarz główny pochodzi z 1664 r. W kościele znajdują się dwa późnobarokowe ołtarze boczne.

### Inne zabytki
- Kapliczka brogowa z pochodzącą z końca XVIII w. drewnianą rzeźbą św. Floriana[9].

## Sport
W mieście działa Ludowy Klub Sportowy Nadwiślanka Nowe Brzesko. Za datę utworzenia klubu podaje się rok 1921, jednak według wspomnień późniejszych działaczy, już w 1917 r. istniały w Nowym Brzesku dwie drużyny piłkarskie, które rozgrywały między sobą mecze towarzyskie, Bugaj i Brygada. Pierwszą tworzyli mieszkańcy miejscowości, drugą natomiast - żołnierze armii austriackiej, którzy stacjonowali w miejscowych koszarach. Siedziba klubu znajduje się przy ulicy Niecałej 1. Jego własnością jest stadion, mogący pomieścić ok. tysiąc widzów.